# The Compleat Beatles
The Compleat Beatles è un documentario del 1984 diretto da Patrick Montgomery e basato sulla vita del gruppo musicale The Beatles.